# أفينتجورا
أفينتجورا (بالإنجليزية: Aventura) هي مدينة أمريكية تقع في ولاية فلوريدا. تبلغ مساحة هذه المدينة 9.1 (كم²)،ويبلغ عدد سكانها 35762 نسمة حسب إحصاء سنة 2010 م 35762.

## أعلام
- جيسيكا أغيري
- بيل أوكوان
- سيد ريمون
- غيل كين